# Aleksandra Natalli-Świat
Aleksandra Krystyna Natalli-Świat (20. februar 1959 – 10. april 2010) var en polsk politiker.
Hun blev valgt ind i Sejm den 25. september 2005 med 5.068 stemmer, som kandidat for partiet Lov og Retfærdighed.
Hun omkom under et flystyrt den 10. april 2010, sammen med bl.a. Polens præsident Lech Kaczyński.